# Франко Дзефіреллі

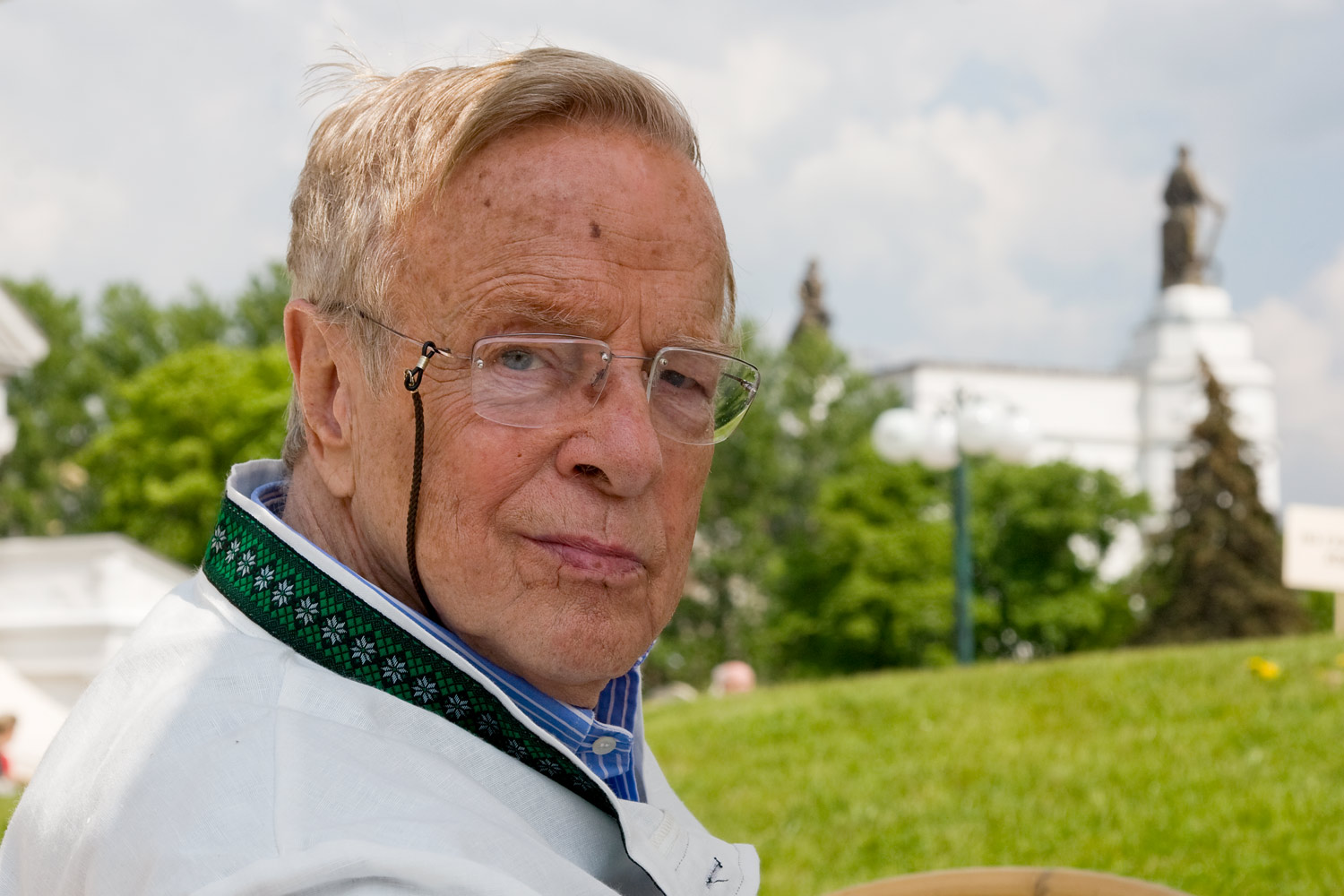

Фра́нко Дзефіре́ллі (італ. Franco Zeffirelli, ім'я при народженні — Джанфра́нко Ко́рсі, італ. Gianfranco Corsi, 12 лютого 1923, Флоренція — 15 червня 2019, Рим) — італійський кінорежисер та сценарист, член італійського сенату з 1994 по 2001, представляв консервативну партію Forza Italia. Володар премії BAFTA за найкращий дизайн, номінований на премію «Оскар» за фільм «Ромео і Джульєтта».

## Біографія
Позашлюбна дитина багатого торговця текстилем Отторіно Корсі і його партнерки-кравчині. Отримав ім'я Джанфранко Корсі. Народився в місті Флоренція. Батько мав другу родину і не схотів брати хлопця до себе.
У віці шести років Франко став сиротою, бо померла його мати. Його вихованням опікувались суворі пані з британської діаспори. Виховання отримав у коледжі монастиря Св. Марка у Флоренції. Про своє несолодке дитинство пізніше він розповість в автобіографічній стрічці — «Чай з Муссоліні». Але вивчив англійську. Працював як модель і декоратор в театрі.
Значний вплив на юнака мала також тітка Інес Альфані Телліні, що виступала на сцені як сопрано.
В роки 2-ї Світової війни подався до партизан і зустрівся з армією англійців з 1-го Гвардійського полку. Був у них перекладачем.
Повернувся у Флоренцію, де вивчав у міському університеті архітектуру і мистецтво, з 1945 р. займається театром.
Після зустрічі з Лукіно Вісконті перейшов на працю в кіно. Франко Дзефіреллі — це псевдонім митця.
Знання англійської дало можливість працювати в Лондоні і Нью-Йорку, де був режисером-постановником власних вистав.
Його кіноопери дали змогу знімати і працювати з зірками оперних сцен, серед них -Джоан Сазерленд Пласідо Домінго, Катя Річареллі, Хуан Понс, Марія Каллас, Тіто Гоббі.
Не менш важлива і робота з зірками музики, серед яких — Герберт фон Караян, Бернстайн . Серед його знайомих — Коко Шанель і декілька всесвітньо відомих кінорежисерів.
У 2008 р. вийшла з друку книга (Franco Zeffirelli, Autobiografia, Mondadori, coll. Oscar bestsellers, 2008 ISBN 8804575212;)
Дзеффіреллі не приховував своєї гомосексуальності.
Помер після тривалої хвороби 15 червня 2019 року.

## Нагороди
У 1977 р. — кавалер ордену «За заслуги перед Італійською республікою».
У 1999 р. отримав премію «Кришталева куля» на міжнародному кінофестивалі в Карлових Варах за особисто цінний внесок в розвиток кіно.
В 2004 р. отримав звання лицаря від Королеви Британії (єдиний серед італійців) за популяризацію англійського театрального мистецтва в кіно.

## Фільмографія

### Режисер
- Кемпінг, 1957 (про життя молоді)
- Марія Каллас в Ковент Гарден, 1964, ТВ фільм
- Документальна кінострічка про руйнівні наслідки повені у Флоренції, 1966 р.
- Приборкання норовливої, 1967 (The Taming Of The Shrew)
- Ромео і Джульєтта, 1968 (Romeo and Juliet)
- Брат Сонце, сестра Місяць, 1972, про Франциска Асізького (Brother Sun, Sister Moon)
- Ісус з Назарета, 1977 (Jesus of Nazareth)
- Чемпіон, 1979 (The Champ)
- Нескінченна любов, 1981 (Endless Love)
- Паяци, 1982 (Pagliacci)
- Травіата, 1983 (La Traviata)
- Отелло, 1986 (Otello)
- Молодий Тосканіні, 1988 (Il giovane Toscanini)
- Гамлет, 1990 (Hamlet)
- Горобець, 1993 (Sparrow)
- Джейн Ейр, 1996 (Jane Eyre)
- Чай з Муссоліні, 1999 (Tea With Mussolini)
- Каллас назавжди, 2002 (Callas Forever)

### Сценарист
- Приборкання норовливої, 1967
- Травіата, 1982
- Гамлет, 1990
- Горобець, 1993
- Джейн Ейр, 1996
- Чай з Муссоліні, 1999